# Niedernhausen
Niedernhausen im Taunus é um município do distrito de Rheingau-Taunus, na região administrativa de Darmstadt em Hesse, Alemanha, com quase 15.000 habitantes. É a cidade natal do filósofo alemão Karl-Otto Apel.